# Alain Jufer
Alain Jufer (* 12. April 1978) ist ein Schweizer Springreiter aus Glovelier im Jura. Er gewann 2023 die Goldmedaille bei der Schweizer Meisterschaft der Elitespringreiter auf Dante MM.

## Leben
Nach seiner Ausbildung zum Automechaniker und der Rekrutenschule kehrte er zur elterlichen Reitanlage zurück. Danach verbrachte er vier Jahre bei Max Hauri in Seon und absolvierte Stages bei renommierten Reitern wie dem vierfachen deutschen Olympiasieger Ludger Beerbaum, der Schwedin Maria Gretzer, bei Pius Schwizer und Armin Uebelhard in Oensingen.
Mit der Anstellung als Bereiter des Schweizer Pferdehändlers Gian-Battista Lutta konnte Jufer diverse internationale Erfolge erreichen. Mit dem niederländischen Hengst Wiveau Mkonnte er 2014 bei Spitzenturnieren überzeugen, darunter zwei hervorragende abwurffreie Nationenpreis-Runden (je ein Zeitstrafpunkt) am CSIO Calgary (CAN) sowie der elfte Rang im Grand Prix.
Nach 15 Jahren als Reiter bei Gian-Battista Lutta in Lossy entschied Jufer den Schritt in die Selbstständigkeit. Er mietete sich bei seinem Jugendfreund und Equipenkollegen Steve Guerdat in einem Stalltrakt in Elgg ein und verbrachte dort etwas mehr als zwei Jahre. Im November 2022 führte er den Rütihof in Herrliberg des Financiers und Kunstsammlers Urs Schwarzenbach.
Ein Jahr später gewann er zum ersten Mal mit Dante MM die Goldmedaille bei den Schweizer Meisterschaften der Elitespringreiter im Rahmen des CSI Ascona.

### Erfolge
Auswahl an Erfolgen von Alain Jufer:
- 2023, Ascona, Schweizer Meisterschaft, 1. Platz mit Dante Mm
- 2022, Mannheim, Nationenpreis, 1. Platz mit Dante Mm im Team mit Elin Ott, Niklaus Schurtenberger und Edwin Smits
- 2022, Arrezzo: INTER150, 1. Platz mit Dante Mm
- 2021, Vejer de la Frontera: INTER155, 1. Platz mit Cornet Mm
- 2020, Budapest, INTER155, 1. Platz mit Cornet MM
- 2019, Humlikon, INTER150, 1. Platz mit Fleur Sinaa-a
- 2018, La Baule, Nationenpreis, 3. Platz mit Rahmannshof Tic Tac im Team mit Paul Estermann, Werner Muff und Steve Guerdat
- 2017, Rabat,  INTER150, 1. Platz mit Rahmannshof Tic Tac
- 2016, Calgary, Spruce Meadows AB, Nationenpreis, 1. Platz mit Wiveau M im Team mit Werner Muff, Nadja Peter Steiner und Steve Guerdat
- 2014, Bratislava, INTER150, 1. Platz mit Zycalin W
- 2014, Vejer de la Frontera, 1. Platz mit Zilversprings

### Auszeichnungen
2014/2015, Rookie of the Year des Schweizerischen Pferdesportverbandes

## Pferde

### Aktuelle Pferde
Auswahl an Pferden, die von Alain Jufer aktuell geritten werden:
| Pferdename     | Geburtsjahr | Rasse          | Geschlecht | Vater                | Muttervater        |
| -------------- | ----------- | -------------- | ---------- | -------------------- | ------------------ |
| Budgie         | 2012        | Oldenburger    | Wallach    | Conthargos           | Chacco Blue        |
| Buster Moon    | 2015        | Hannover       | Hengst     | Blockbuster          | Diarado            |
| Cornet Mm      | 2009        | Westfalen      | Wallach    | Cornet Obolensky     | Gralshüter         |
| Dante Mm       | 2011        | Oldenburger    | Wallach    | Diarado              | Luxius             |
| Dark Grey Mm   | 2014        | Westfalen      | Wallach    | Diacasall            | Grossadmiral       |
| F One's Son Mm | 2016        | Niederlande    | Wallach    | F One Usa            | Ircolando          |
| Georgina IX    | 2014        | Holstein       | Stute      | Cayado               | Quintero           |
| Gewurtz Fly    | 2016        | Selle Français | Wallach    | Ogrion des Champs    | Chacco Blue        |
| Kosimo Mm      | 2014        | Schweizer WB   | Hengst     | Kannan               | Cosmo Pilot        |
| Mykonos P      | 2017        | KWPN           | Wallach    | Chapeau Tn           | Diamant de Semilly |
| Peanuts Horta  | 2015        | Belgien        | Wallach    | Kasanova de la Pomme | Vigo d'Arsouilles  |

### Ehemalige Pferde
Auswahl an Pferden, die von Alain Jufer geritten wurden:
| Pferdename                 | Geburtsjahr | Rasse | Geschlecht | Vater                    | Muttervater              | von Alain Jufer international vorgestellt bis | danach geritten von                                                 |
| -------------------------- | ----------- | ----- | ---------- | ------------------------ | ------------------------ | --------------------------------------------- | ------------------------------------------------------------------- |
| Rahmannshof Tic Tac        | 2008        | BWP   | Wallach    | Contact Van De Heffinck  | Fuego Du Prelet          | 2019                                          | Aurelia Loser, Serge Varsano, Frederic Lagrange                     |
| Fleur Sinaa-a              | 2010        | KWPN  | Stute      | Cardento 933             |                          | 2019                                          | Paul Estermann, Edwin Smits, Aurelia Loser                          |
| Piper vd Withoeve Z        | 2011        | ZANG  | Stute      | Prince Van De Wolfsakker | Wandor Van De Mispelaere | 2019                                          | Thibaud Besençon, Edouard Schmitz, Morgane Dassio                   |
| Werika                     | 2012        | SBS   | Stute      | Vdl Zirocco Blue         | Ogano Sitte              | 2019                                          | Steve Guerdat, Eduardo Sanchez Navarro                              |
| Judika Km                  | 2010        | CH    | Stute      | Joly St. Hubert          | -                        | 2018                                          | Jos Verlooy, Emma Stoker, Wesley Newlands, Kara Chad, Dimme D'Haese |
| Wiveau M                   | 2003        | KWPN  | Hengst     | Niveau                   | Concorde                 | 2017                                          | Thibaut Keller                                                      |
| Wilandro 3                 | 2006        | KWPN  | Wallach    | Unistar                  | Ramazotti                | 2015                                          | Fabio Crotta, Jeroen Dubbeldam, Annelies Vorsselmans                |
| Vennot                     | 2002        | KWPN  | Wallach    | Andiamo                  | G.ramiro Z               | 2013                                          | Victoria Gulliksen, Geir Gulliksen, Joseph Davison, Peter Moloney   |
| L.b. Quassiiopee de Tivoli | 2004        | SF    | Stute      | Helios De La Cour Ii     | Verdi                    | 2012                                          | Jeroen Dubbeldam, Christina Liebherr                                |
| Casha                      | 2002        | BWP   | Stute      | Toulon                   | Cash                     | 2012                                          | Jeroen Dubbeldam                                                    |